# إدوارد إلجار
السير إدوارد ويليام إلجار، البارونيت الأول  (بالإنجليزية: Edward Elgar)، حصل على وسام الاستحقاق، والوسام الفيكتوري الأمريكي ( وُلِدَ في 2 يونيو عام 1857 وتوفى في 23 فبراير عام 1934م) كان مؤلفًا موسيقيًا بريطانيًا، دخلت الكثير من أعمالهِ ضمن حفلات الموسيقى الكلاسيكية البريطانية والعالمية. وكانت أعمال الأوركسترا من أفضل مؤلفاته الموسيقية التي أبدعها ومنها إنيجما فارياشنز (Enigma Variations)، وبومب اند سيركومستانس مارشز (Pomp and Circumstance Marches)، وكونشيرتو الكمان والتشيللو، بالإضافة إلى سيمفونيتين. كما ألف أعمالاً كورالية مثل حلم جيرونتيوز (The Dream of Gerontius)، وأغاني ومقطوعات موسيقية تعزفها فرق صغيرة. وتقلد منصب سيد موسيقى الملك  وكان ذلك عام 1924.
وبينما يُحسب إلجار عادةً كمؤلف موسيقي إنجليزي إلا أن معظم تأثيره الموسيقي لم يكن من إنجلترا بل كان من القارة الأوروبية كلها. وكان يعتبر نفسه دخيلاً ليس فقط على الموسيقى بل حتى على المجتمع أيضًا. وفي الأوساط الموسيقية التي يديرها الأكاديميون، كان إلجار مؤلفًا موسيقيًا علَّم نفسه بنفسه. وكان يتعامل معه الآخرون بشيء من الارتياب لأنه ينتمي إلى مذهب الرومان الكاثوليك في حين أن بريطانيا تتّبع المذهب البروتستانتي. وكان إلجار حساسًا فيما يخص أصوله المتواضعة بالنسبة للمجتمعات الراقية التي كان ينضم إليها في العصر الفيكتوري وعصر الملك إدوارد على الرغم من الشهرة التي حققها. بيد أنه تزوج من ابنة ضابط كبير في الجيش الإنجليزي. وألهمته هذه الزوجة على المستويين الاجتماعي والموسيقي، وناضل ليحقق نجاحات حتى الأربعينيات من عمره إلى أن أبدع سلسلة من الأعمال التي لاقت نجاحًا لا بأس به، ومنها إنيجما فارياشنز وكان ذلك في عام 1899، وهو العمل الذي نال به إعجاب الجمهور في بريطانيا وخارجها. وأبدع بعدها العمل الكورالي حلم جيرونيوس في عام 1900، ويستند العمل إلى نص كاثوليكي روماني تسبب في بلبلةٍ أثناء تأسيس بريطانيا الأنجليكانية، وهو عمل أصبح من جوهر الذخائر في بريطانيا وغيرها. ثم استقبل الجمهور أعماله الكورالية الدينية الكاملة استقبالاً حسنًا ولكنها لم تدخل في الذخائر. واشتهر بومب اند سيركومستانس مارشز في عام 1901 في أنحاء العالم المتحدث باللغة الإنجليزية.
عندما كان في الخمسينيات من عمره، ألّف سيمفونية وكونشيرتو كمان وحققا نجاحًا باهرًا. ولم تحظ سيمفونيته الثانية وكونشيرتو التشيللو بنفس النجاح واستغرقا سنواتٍ عِدة للوصول إلى المكانة المناسبة في سجلات ذخائر الأوركسترا البريطانية. ولكن بدا أن الموسيقى التي ألّفها في سنواته الأخيرة حظيت بإعجاب البريطانيين على وجه الخصوص. ولكن ظلّت أعماله بعيدة عن جيلٍ كامل بعد وفاته. وبدأت أعماله في استعادة شهرتها مجددًا في ستينيات القرن الماضي من خلال طرح تسجيلات جديدة لأعماله. وفي السنوات الأخيرة حظيت بعض أعماله بشهرةٍ عالميةٍ بيد أنها اشتهرت في بريطانيا أكثر من غيرها.
كان إلجار أول مؤلف موسيقي يهتم بـالغراموفون على نحو خاص. وعمل إلجار فيما بين عامي 1914 و1925 على تسجيلاتٍ صوتية لأعماله. كما أسهم اختراع الميكروفون كثيرًا في إنتاج أصوات أكثر دقة، لذا عمل إلجار على تقديم تسجيلات جديدة لأكثر أعماله في الأوركسترا، وسجل أيضًا مقتطفات من حلم الجيرونتيوس. وأعُيد إصدار تسجيلاته في سبعينيات القرن الماضي على تسجيلات إل بي (LP record) كما سُجِّلت على أسطوانات في التسعينيات من القرن العشرين.

## وصلات خارجية
- تآليف موسيقية ذات ملكية عامة بقلم إدوارد إلجار في مشروع مكتبة الموسيقى الدولية

- Edward Elgar على موقع فايند أغريف
- إدوارد إلجار على موقع IMDb (الإنجليزية)
- إدوارد إلجار على موقع الموسوعة البريطانية (الإنجليزية)
- إدوارد إلجار على موقع ألو سيني (الفرنسية)
- إدوارد إلجار على موقع ميوزك برينز (الإنجليزية)
- إدوارد إلجار على موقع أول موفي (الإنجليزية)
- إدوارد إلجار على موقع قاعدة بيانات برودواي على الإنترنت (الإنجليزية)
- إدوارد إلجار على موقع قاعدة بيانات الأفلام السويدية (السويدية)
- إدوارد إلجار على موقع إن إن دي بي (الإنجليزية)
- إدوارد إلجار على موقع أول ميوزيك (الإنجليزية)
- إدوارد إلجار على موقع ديسكوغز (الإنجليزية)